# Mom (Futurama)
Mom is een personage uit de animatieserie Futurama. Haar stem wordt gedaan door Tress MacNeille.

## Personage
Mom is een regelmatig terugkerende schurk in de serie. Ze is erg rijk, maar ook zeer arrogant en meedogenloos. Ze is voor 99,7% aandeelhouder van Momcorp, het grootste bedrijf dat de mensheid ooit heeft gekend. Momcorp heeft veel onderbedrijven zoals Mom's Friendly Robot Company en Mom's Old-Fashioned Video Surveillance Unit.
Mom is de rijkste mens op aarde, en doet zich tegenover het grote publiek voor als een aardige oude vrouw. Ze gebruikte een speciaal pak om zichzelf dikker te doen lijken, en een hartvormig kapsel om haar publieke imago nog verder te versterken. In werkelijkheid is ze erg dun, grof en kwaadaardig.
Haar ongeduldigheid leidt er soms toe dat ze publiekelijk haar ware persoonlijkheid toont, zoals toen een zakenrivaal van haar dood neerviel tijdens besprekingen voor overname van zijn bedrijf (Future Stock). Ze lijkt af en toe willekeurig scheldwoorden te gebruiken.
Mom had ooit een relatie met Professor Farnsworth. Hun relatie liep stuk en dit maakte Mom nog meer verbitterd dan ze al was. Hoewel hun relatie in de serie als 70 jaar geleden werd beëindigd, koestert Mom nog steeds haatgevoelens tegen Farnsworth.

## Zonen
Mom wordt vaak vergezeld door haar drie zonen: Walt (Maurice LaMarche), Larry (David Herman) en Ignar (John DiMaggio). Ze dragen dezelfde uniformen als Moms handlangers. Ieder van hen bezit 0,1% van Momcorp. Hun persoonlijkheden en gedrag lijken op die van de Three Stooges.
Mom houdt haar zonen streng in het gareel, vaak met een klap in het gezicht. Walt, de grootste, lijkt qua gedrag nog wel het meest op zijn moeder, en is ook intelligenter dan zijn broers. Ignar is de domste van de drie, en krijgt vaak de rotklusjes aangeboden.
Vanwege hun dominante moeder en afwezigheid van een sterk vaderfiguur zijn Larry en Ignar bang voor vrouwen, en lijdt Walt aan een oedipuscomplex. Ze zijn alle drie zeer loyaal aan Mom, maar kwamen wel tegen haar in opstand toen ze alle robots op hol liet slaan in de aflevering Mother's Day.
Er is niets bekend over de vader(s) van de drie. Hoewel Mom Professor Farnsworth beschrijft als de enige man van wie ze ooit heeft gehouden, is het onwaarschijnlijk dat hij hun vader is daar de zonen maximaal ergens in de 40 jaar oud zijn. Daar Mom al over de 100 jaar oud is, is het ook mogelijk dat de drie geadopteerd zijn door haar.

## Strips
In de tweede Futurama Comics-crossover met The Simpsons begint Mom een relatie met Mr. Burns, daar hij de enige man is die net zo slecht is als zij. Nadat hij haar verlaat, maakt ze een kloon van hem en wil samen met hem de wereld overheersen.